# 临汾战役
临汾战役，为发生于1948年3月至5月山西省临汾县，中华民国国军与中国人民解放军华北野战军之间的战役。经过大型攻坚战，徐向前领导的中国人民解放军占领临汾县城（在今山西省临汾市）。

## 备战
1948年1月，胡宗南部忽然北上渡江，并攻占运城。徐向前重新部署围城，后国军主动弃城撤退:712；此时，山西南部只有临汾县城一座孤城:712:77。为防止临汾守军北撤，徐向前在翼城进行部队整训，并总结运城攻坚战的经验，动员攻打临汾:714:86-89。
临汾号称“卧牛城”。其地势内高外低，城墙依自然地形构筑，高15米，顶宽10米，基厚30米左右。城东关筑有外城，城高11米，上宽6米，基宽11米，外壕仅次于本城，是临汾本城的主要屏障。抗日战争时期，日军在临汾修筑了坚固的工事，而此后阎锡山、胡宗南部对临汾城内外又增加防御设备。构成四道防线体系:714。第1道防线在临汾城外，第2层防线为环城防御工事线，第3道防线紧邻临汾城构建，分别是城墙外壕和城墙本身防御工事，第4道防线则是城墙内壕和临汾城内的11个大型巷战据点，此为临汾国民党守军的最后一道防线。临汾守军共有两万五千人、13个团，包括胡宗南第30旅（2个团加补充团）和阎锡山的第66师（3个团）、4个保安团和2个补训团，再加上兵败后逃到临汾的4个专员公署和14个县政府所属的地方保安武装共计2.5万余人。由第六集团军中将副总司令兼晋南地方武装总指挥梁培璜总负责:715:80-81。
1948年2月上旬，徐向前率“前指”人员到达晋冀鲁豫军区领导机关所在地山西阳城，召开了由军区党政军负责人参加的联席会议，部署临汾战役的后勤事宜。会议决定成立以太岳行署副主任裴丽生为司令员的后勤司令部。2月20日，徐向前率“前指”人员到达翼城，和正在此地进行军事、政治整训的晋冀鲁豫军区第八纵队会合。徐向前布置作战部署，以赵城、洪洞一带部队负责防止国军北撤；吕梁部队独立三旅、独立七旅负责汾河以西，牵制城西守军；八纵负责城南；13纵负责城东；太岳部队（8个团）负责城北，三面围城:715:79。总兵力为5.3万余人。1948年2月21日至23日，“前指”召开参战部队营以上干部大会。
临汾战役原计划于3月10日发起。3月6日，有运输机飞抵临汾机场，胡宗南企图运走国军30旅:94。于是徐向前率领提早攻城计划，部队并于当晚完成围城；7日凌晨，8纵攻占城南机场:716:95-97，只运走4个连。

## 过程
3月7日，临汾战役正式打响，徐向前亲自带病前线指挥:100。由于城防严固，解放军攻城受阻:717；前线只能临时改变计划，重点攻城北部和东部:718:100。3月9日，梁培璜发出“参战字第一一四号代电”：“临汾之保卫战，已入严重阶段，本官已下定决心与临汾共存亡，如中途战死，即以徐师长其昌为本官之第一代理人，谢副旅长锡昌为第二代理人，继续执行保卫临汾之任务。”3月10日，徐向前接受了王新亭的建议，把八纵队主力由城南移驻城北，以城北和城东为主攻点，城南仍留下八纵队二十二旅担任助攻任务。吕梁部队仍在汾河以西地区担负阻击敌人的任务。到3月16日，十三纵队占领城东关外壕外沿的主要阵地，并经过多次攻击与反攻击，于3月23日拿下城东关的制高点，摧毁了敌人的暗道。但此后两次进攻东关都因我军炮兵火力较弱受挫。转战城北的八纵队二十四旅，在准备攻击城北兴隆殿阵地前夕，旅长王墉冒着敌火力封锁亲自上制高点观察地形和敌情时，头部中弹牺牲。3月23日，解放军发起全线攻击，13纵的38旅、39旅率先占领电灯厂，并采用坑道挖掘与炮火轰击为攻东关，但连续受阻:104。29日，解放军停止进攻，第一阶段攻城结束:717:106。
3月31日，“前指”召开团以上干部会议。徐向前在会上要求各作战部队的指战员英勇杀敌，并且发出各旅要争当“临汾旅”的号召。这次会议还调整作战部署，决定以坑道爆破为主要手段，从东北和东南两面，再次攻打临汾东关。:719。由此开始了战役的第二阶段夺取东关。参加攻城作战的吕梁部队北上晋中牵制敌人。八纵队二十四旅和太岳军区一部分部队仍由城北攻城;太岳军区部队的主力和八纵队二十二旅由太岳军区司令员刘忠指挥，负责肃清东关城墙北段和外壕北段的敌人。八纵队二十三旅和十三纵队则负责肃清东关城墙南段和外壕南段的敌人。4月4日第23旅旅长黄定基带旅工兵连连长钟立本、指导员贾青山到达城东电灯公司阵地侦察敌情和选择坑道作业的具体位置，又部署第68团抽出部队，在旅工兵连的技术指导下进行坑道作业。4月5日夜，23旅把坑道挖进东关城墙的外壕，并在外壕里修筑多个碉堡。守城国军从城墙上往外壕里扔手雷，又用水管往外壕里灌水，企图淹没解放军在外壕里筑起的碉堡，但外壕原来是条护城河，因此灌下来的水就顺着河沟流走了。4月9日拂晓，八纵队二十三旅和其他攻城部队完全控制了突击地段的外壕，并挖好了通向东关城墙的4条坑道和在城墙下面堆放炸药的药室。4月10日120多人将1.6万余斤炸药运送进东关城墙下面四条地道的药室里。23旅副旅长邓仕俊组织全旅的轻重机关枪和八二迫击炮以上的火炮，支援步兵冲击。:720。10日，解放军攻下东关:720:118。4月10日晚6时，临汾前线的攻城部队实行炮火、爆破、突击三结合，通过坑道运进东关城墙下面药室里的炸药同时爆破，东关的城墙被炸开巨大的缺口，至4月11日凌晨第66师在东关被歼灭，残部于4月14日经西门入城，以师辎重连、便衣队等重新编成第196团共约400余人；以宪兵、警察及城内居民等编成第197团约300余人；第198团补充青年学生百余人后仅200百余人，全师不足千人。于4月14日下午接替北城及城外日本坟、兴隆殿等据点。整编第30旅第90团守东城墙，第88团守南城墙，旅直工兵营、辎重营守西城墙。太原南下策应临汾作战之第三十四军，进至灵石以南仁义地区抢粮后，已于4月18日北返。
4月15日，攻占临汾的战役打响:121。徐向前集中八纵、十三纵全部，太岳集团主力自东、南两面同时攻城，另以一部对城北、城西举行箝制攻击。争取于4月28日完成总攻击之一切准备工作。具体部署为：
- 以八纵全部配属野炮八门、榴弹炮四门、战防炮两门、十五公分迫击炮两门、十二公分迫击炮十门，由东城门以北第一突出部(含)之以南攻城
- 以十三纵队全部配属野炮四门、十二公分迫击炮六门，由城南门楼至城东南角中间东段攻城。
- 以太岳集团一部，由东城门以北第一突出部(不含)之以北攻城。
- 以吕梁十分区主力，位于临汾之河西岸积极活动，箝制城西之敌，并确实控制河岸，歼灭可能向西突围之敌；
- 以独三旅部队于总攻开始前一日，秘密进至土门东南地区集结，如临汾敌人向西或西北突围时，应彻底歼灭之，不使溃敌窜入西山。

双方进行惨烈的城壕外围据点攻坚战:722；而城下双方互相在挖掘坑道:722:151。4月底，傅作义偷袭石家庄。中共中央致电徐向前需要分兵北上威胁阎锡山:154，徐向前因此进行部署调整，改由8纵、13纵作为主力突击:155-156。5月2日，徐向前下令总攻临汾的动员令:156-158，解放军总司令朱德也写信给晋冀鲁豫军区支持徐向前的攻坚战:165-166。第23旅教导大队二队和旅工兵连开始艰苦劳作，挖掘两条破城主坑道。为了对付敌外壕和“反坑道”，挖掘的坑道要不断拐弯，同时为了向外运土，战士们以弹药箱代替拖车，以双膝代替脚，赤身露体地来回爬行。经26天的艰苦作业，两条坑道挖成。一号坑道长117米，二号坑道长115米。5月16日黄昏，旅长黄定基冒雨指挥坑道作业最后的也是最关键的环节——运送和装填破城炸药。3个小时后，装填炸药完成，南边的一号主坑道共装黑色炸药6200公斤，北边的二号坑道共装黄色炸药2500公斤，另又装硝铵炸药500公斤。按照命令，5月17日晚7时，旅长黄定基向工兵发出起爆的命令，把坚固的城墙分别炸开37米、39米两大缺口，徐向前兵团开始发起最后总攻:172，临汾东城城墙被炸出缺口，突击队攻入临汾:177。梁培璜带了6个随从人员，逃出西门到汾河边，淌水过汾河，走了一个通夜到马务村北的麦地里，几个人便躺在麦地里睡觉。5月18号太阳升起后，从麦地里爬出来晒衣服，被解放军搜剿部队发现，自动报名“我就是梁培璜，请把我带到你们司令部去。”解放军某司令向其介绍对放下武器之官兵的宽大政策时，梁说：“贵军的宽大政策我知道，史军长（前十九军军长史泽波）在你们那里回来时，是从临汾回太原去的，我问过他。”后突围部队被解放军堵击放下武器后，梁培璜对部下讲过一次话：“我比你们早来两个钟头了，这边对我们宽大优待，没有关系，希望你们说实话，大家把真实的姓名和职别都说出来，不要恐惧。”:723:180。至此，经过72天激烈的阵地战，解放军以损失1.5万人兵力，攻占临汾城，控制山西南部:724。
首先攻入该城、牺牲重大的晋冀鲁豫野战军第八纵队第二十三旅，毙、伤近千人，俘4337人，缴获各种火炮205门、各种机枪358挺、长短枪3034支、汽车21辆、骡马442匹、弹药109万余发。第23旅69团3营晋城籍战斗英雄车元路担任中央突击队，孤身一人冲进梁培璜的指挥所——“镇守使衙门”，俘敌一个排，荣立特等功，被授予“钢铁勇士”称号。1948年6月4日，8纵在洪洞县召开了庆功大会。徐向前将一面绣有“光荣的临汾旅”的大旗授予第23旅。:726:183，此为中国人民解放军在战争年代最大的荣誉单位。
1948年6月1日，毛泽东致电林彪、罗荣桓、刘亚楼：“徐向前同志指挥之临汾作战，我以9个旅攻敌一个正规师和一个正规旅及其他杂牌部队共2万人，费去72天时间，付出1.5万人伤亡，终于攻克。我军9个旅都取得攻城经验，是一个很有意义的大胜利。临汾阵地是很坚固的，敌人非常顽强。敌我双方攻防之主要方法是地道斗争，我军用多数地道进攻，敌军亦用多数地道破坏我之地道，双方都随时总结经验，结果我用地道下之地道获胜。如果不惜伤亡，以两个月时间夺取长春，你们估计是否有此可能？”